# Rue Saint-André (Lille)
La rue Saint-André est une rue de Lille, dans le Nord, en France. 

## Situation et accès
Située dans le quartier du Vieux-Lille, la rue de Saint-André part de la rue de la Collégiale et se poursuit jusqu'à la place Saint-André.

## Origine du nom
La rue est ainsi nommée parce qu'elle conduit à l'église Saint-André et également à la ville voisine de Saint-André.

## Historique
La rue Saint-André  créée en 1670 lors du VIe agrandissement de la ville de Lille est l'ancienne route d'Ypres voie principale de la paroisse Saint-André fondée en 1233 à l'extérieur de la première enceinte du castrum dans le prolongement de la porte et de la rue Saint-Pierre (actuelles rues de la Monnaie et de la Collégiale).
Cet agrandissement annexe le faubourg Saint-Pierre, partie de l'ancienne paroisse Saint-André dont la partie à l'extérieur de la nouvelle enceinte est à l'origine de l'actuelle ville de Saint-André-lez-Lille. Cette annexion s'accompagne de la création d'un nouveau quartier. 
La rue reprend le tracé de la route d'Ypres à travers l'ancien faubourg Saint-Pierre (figure 1 n° 2) entre l'ancienne porte Saint-Pierre (1) et l'ancienne église Saint-André (détruite en 1784 et remplacée par la chapelle des Carmes actuelle église) (3), (aujourd'hui détruite), du fait des nouveaux remparts, la route d'Ypres est déviée par un nouveau tracé (figure 2 n° 4 et 6), la rue Saint-André en assure la partie urbaine jusqu'à la place et porte homonymes sur le tracé de l'ancien chemin de Lambersart (figure 2 n°4). 
Nommée « rue Neuve Saint-Pierre » lors de cet agrandissement, elle prend son nom actuel au début du XIXe siècle. 

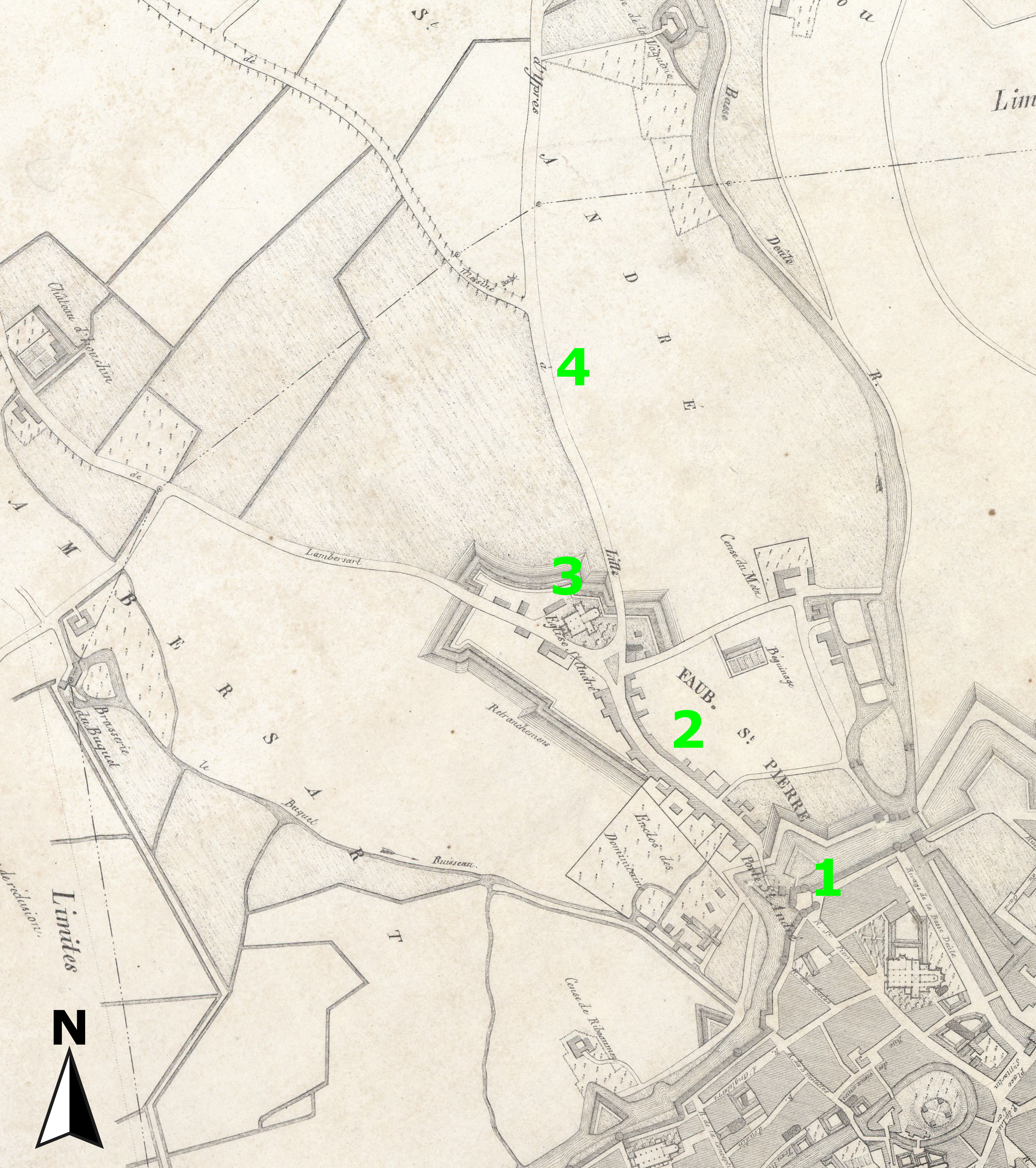
Figure 1 : État en 1667 1 Porte Saint-Pierre 2 Faubourg Saint-Pierre sur la route d'Ypres 3 Ancienne église Saint-André 4 Route d'Ypres
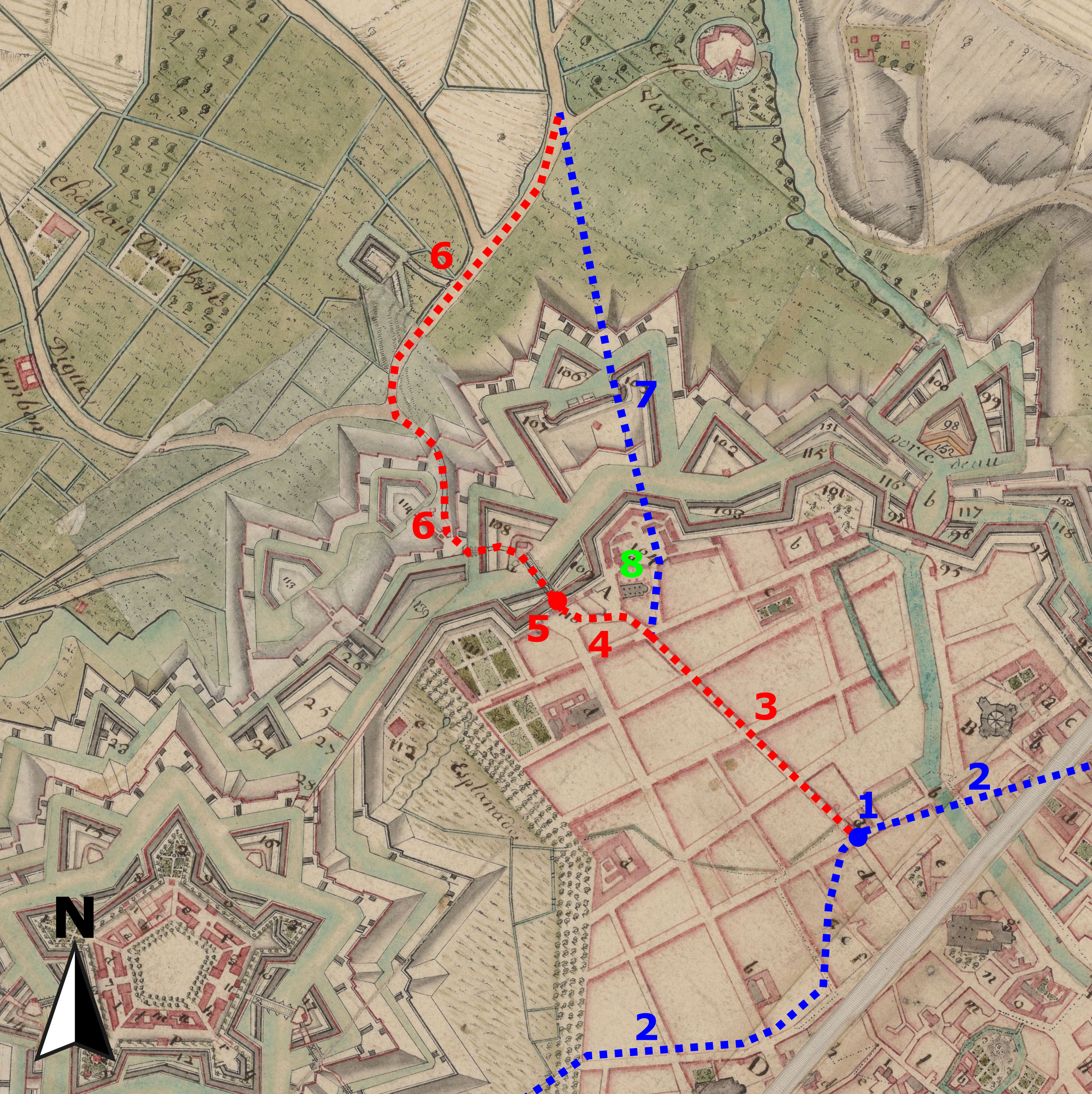
Figure 2 : État en 1717 1 Ancienne porte Saint-Pierre 2 Anciens remparts 3 Nouvelle rue Saint-André 4 Idem (ancien chemin de Lambersart) 5 Porte de Saint-André 6 Route d'Ypres déviée 7 Tracé abandonné de la route d'Ypres 8 Ancienne église Saint-André

- Figure 1 : État en 1667
1 Porte Saint-Pierre
2 Faubourg Saint-Pierre sur la route d'Ypres
3 Ancienne église Saint-André
4 Route d'Ypres
- Figure 2 : État en 1717
1 Ancienne porte Saint-Pierre
2 Anciens remparts
3 Nouvelle rue Saint-André
4 Idem (ancien chemin de Lambersart)
5 Porte de Saint-André
6 Route d'Ypres déviée
7 Tracé abandonné de la route d'Ypres
8 Ancienne église Saint-André

## Description
Les maisons de la rue datent pour la plupart des XVIIe siècle, XVIIIe siècle et XIXe siècle d'architecture lilloise à arcures, de style classique lillois et de style néo-classique d'époques Louis XVI ou Empire mais aucun immeuble récent. 
La rue est une voie à circulation assez modérée à sens unique, mi-commerçante (commerces de petite surface) mi-résidentielle.

## Bâtiments remarquables et lieux de mémoire
La rue comporte plusieurs maisons du XVIIe siècle d'architecture lilloise à arcures, certaines datant de l'ancien faubourg Saint-Pierre antérieurement à l'agrandissement de 1670.
En 1889, la famille Scherer de Sherbourg possède un hôtel particulier au 106 de la rue.
Le numéro 152 est la maison natale du général Faidherbe.